# Nachtclubbrand The Station
De brand in nachtclub The Station op 20 februari 2003 was de op drie na dodelijkste brand in een nachtclub in de Verenigde Staten. Er vielen 330 slachtoffers, waaronder 100 doden. De nachtclub was gevestigd aan Cowesett Avenue in de plaats West Warwick in de staat Rhode Island.

## Tijdlijn
Tijdens een optreden van de hardrockband Great White in de nachtclub werden er op het podium vier fonteinen van siervuurwerk ontstoken. De twee middelste fonteinen spoten recht omhoog, de twee buitenste spoten onder een hoek van 45 graden en deden de geluidsisolerende wand- en plafondbekleding van polyurethaanschuim vlam vatten. Op het moment dat het podium in brand stond en het brandalarm afging, brak er paniek uit en wilde een groot deel van de 462 bezoekers via de hoofdingang vluchten. Honderd personen kwamen om door rook, vuur of werden onder de voet gelopen. In vijf minuten stond de gehele nachtclub in brand.
Het optreden werd gefilmd door een lokale televisieploeg. Hierdoor is de gehele brand vanaf de ontsteking opgenomen.